# Цыгуров, Денис Геннадьевич
Денис Геннадьевич Цыгуров (26 февраля 1971, Челябинск, РСФСР, СССР — 10 января 2015, Челябинск, Россия) — российский хоккеист и тренер.

## Биография
Младший сын хоккеиста и хоккейного тренера Геннадия Цыгурова, брат Дмитрия Цыгурова. Тренер — В. М. Пономарёв. В чемпионате СССР выступал за челябинский «Трактор», затем играл в составе «Лады» Тольятти. В 1993 году на драфте НХЛ был выбран 38-м командой «Баффало Сейбрз», за которую провёл 12 игр. Во время локаута сыграл 12 игр в составе «Лады». 14 февраля 1995 года был обменян из «Баффало» в «Лос-Анджелес Кингз» вместе с Филиппом Буше и Грантом Фюром на Алексея Житника, Робба Стаубера, Чарли Худди и право выбора в пятом раунде драфта. В «Лос-Анджелесе» за 39 матчей забил один гол, отдал пять результативных передач. В сезонах 1995/96 и 1996/97 вновь сыграл несколько матчей за «Ладу», играл в чешских клубах «Слезан» и «Бехеровка», «Лонг-Бич Айс Догз» из ИХЛ, финский «Кярпят». По возвращении в Россию играл за «Ладу», ЦСК ВВС, «Нефтехимик», «Авангард».
Как тренер ассистировал своему отцу, работал в командах «Кристалл» Саратов, ХК МВД, «Трактор», «Нефтехимик», «Лада». В сезонах 2004/05 и 2005/06 тренерским тандем Геннадий Цыгуров- Денис Цыгуров приводил тверской  ХК МВД и челябинский «Трактор» к малым золотым медалям за победу в турнире команд высшей лиги. 
Был дважды женат.
Скончался 10 января 2015 в Челябинске от сердечного приступа. По словам отца Цыгурова, к смерти могло привести употребление лекарственных препаратов совместно с алкоголем на фоне безработицы и неурядиц в семье. Денис Цыгуров похоронен на Тольяттинском городском кладбище.

## Достижения
- В сезоне 1992/93 был признан лучшим защитником чемпионата МХЛ
- Чемпион МХЛ («Лада») — 1996.
- Серебряный призёр чемпионата России («Авангард») — 2001.
- Обладатель Кубка европейских чемпионов («Лада») — 1997.